# 威廉·泰恩
威廉·泰恩（1920年5月9日—2010年2月7日）原名飛利浦·克拉斯，是美國一名著名科幻小說作家。威廉出生於英國倫敦，兩歲時跟隨父母到美國紐約，成長於布魯克林區，二戰時加入美軍在歐洲擔任工程師，戰後退役加入了貝爾實驗室，60年代中期起他在賓夕法尼亞州大學教授比較文學，至1988年退休，威廉與妻子搬到匹茲堡定居。威廉在貝爾實驗室工作時，已經開始出版小說，生平出版了論文、散文、兩部小說以及超過60個短篇故事。威廉一生中只在2004年獲得一次雨果獎的提名。